# Édouard Butin
Édouard Butin (Dole, 13 juni 1988) is een Frans voetballer (aanvaller) die sinds 2008 voor de Franse eersteklasser FC Sochaux uitkomt. Hij maakte zijn debuut op 14 september 2008 in een competitiewedstrijd tegen Lille OSC.
Butin speelde enkele wedstrijden voor de Franse U-20.